# San Blas Atempa
San Blas Atempa es una localidad del estado mexicano de Oaxaca. Es cabecera del municipio de Heroica Villa de San Blas Atempa.

## Demografía
| Censo | Población |
| ----- | --------- |
| 1900  | 3 422     |
| 1910  | 3, 768    |
| 1921  | 3 735     |
| 1930  | 3 627     |
| 1940  | 3 713     |
| 1950  | 4 989     |
| 1960  | 5 159     |
| 1970  | 6 624     |
| 1980  | 5 181     |
| 1990  | 8 370     |
| 1995  | 10 822    |
| 2000  | 11 305    |
| 2005  | 12 214    |
| 2010  | 11 959    |
| 2020  | 13 117    |